# Stary kościelny dzwon
Stary kościelny dzwon (niem. Die alte Kirchenglocke, duń. Den gamle Kirkeklokke) – baśń literacka autorstwa Hansa Christiana Andersena, wydana po raz pierwszy po niemiecku w 1861 roku.

## Publikacja
Andersenowska baśń literacka Stary kościelny dzwon powstała w 1861 roku. Pisarz opublikował ją po raz pierwszy w języku niemieckim pod tytułem „Die alte Kirchenglocke” w Dreźnie w Albumie Schillera Powszechnej Niemieckiej Loterii Narodowej na rzecz Fundacji Schillera i Tiedge’a (niem. Schiller-Album der Allgemeinen deutschen National-Lotterie zum Besten der Schiller- und Tiedge-Stiftungen) w 1861 roku. Oryginalna wersja duńska ukazała się w Kalendarzu ludowym dla Danii na rok 1862 (duń. Folkekalender for Danmark 1862) w grudniu 1861 roku.
Utwór powstał na cześć poety Friedricha Schillera, którego pełne imię i nazwisko wymienione zostaje w końcowej części (Johan Christoph Friedrich Schiller).

## Polskie przekłady
Baśń została przetłumaczona na język polski:
- 1931 – Stary dzwon: Stefania Beylin (tłum.): Baśnie. Warszawa. Brak numerów stron w książce
- 2006 – Stary kościelny dzwon: Bogusława Sochańska (tłum.): Baśnie i opowieści. Tom II 1852–1862. Poznań. s. 453–457. ISBN 978-83-7278-194-9. (z oryginału duńskiego)

## Fabuła
Streszczenia dokonano na podstawie wersji duńskiej.
W niemieckim Württembergu, w pięknym miasteczku Marbach nad rzeką Neckar, w ubogim domu przychodzi na świat chłopiec. Jest deszczowy listopad. W chwili narodzin dziecka z wieży rozbrzmiewa dźwięk kościelnego dzwonu, który przynosi matce ulgę i radość. Rodzice zapisują w rodzinnej Biblii, że 10 listopada 1759 roku urodził się im syn – Johan Christoph Friedrich. Nikt wtedy nie wie, kim stanie się ten chłopiec z biednej rodziny. Gdy malec dorasta, rodzina przenosi się do innego miasta, ale odwiedza dawnych przyjaciół w rodzinnych stronach.
Sześciolatek zna już dobrze Biblię i pieśni religijne, wzrusza się przy opowieściach o Chrystusie. Podczas odwiedzin ogląda stary, pęknięty dzwon, który spadł i milczy. Matka opowiada mu historię dzwonu, który towarzyszył narodzinom, ślubom, pogrzebom i pożarom. Chłopiec całuje stary dzwon i nigdy nie zapomina tej chwili.
Johan dorasta w biedzie. Jest szczupły, piegowaty, ale ma jasne mądre oczy. Zostaje przyjęty do elitarnej szkoły wojskowej, gdzie zdobywa wiedzę pośród komend i dyscypliny. W jego duszy dojrzewa wewnętrzny głos. Choć szkoła nie docenia jego talentu, zaczyna pisać i zdobywa uznanie. W końcu musi uciekać z ojczyzny. Opuszcza rodzinę, aby nie zatracić się w przeciętności. Mieszka w ubogich warunkach, pisze, jest samotny. Jego cierpienie i wyobcowanie wzmacniają twórczy zapał.
Dzwon z Marbach trafia do Monachium, gdzie zostaje przetopiony i staje się częścią pomnika: głowy i piersi. Odsłonięcie pomnika Schillera odbywa się dokładnie sto lat po jego narodzinach. Oto biedny chłopiec z Marbach – Johan Christoph Friedrich Schiller – zostaje dumą rodzimego kraju, sławnym poetą.